# Бочаров, Леонид Порфирьевич
Леонид Порфирьевич Бочаров (26 мая 1909, Верхнеуральск, Оренбургская губерния — 19 октября 1964, Белград) — советский военачальник, генерал-майор (с 1942 года), член советской военной делегации, погибшей в 1964 году в авиакатастрофе под Белградом.

## Биография
Родился 26 мая 1909 года в Верхнеуральске. В 1924 году вся семья переехала в г. Сатка.
В Сатке Леонид окончил школу II ступени (7 классов) и начал трудовой путь рабочим на лесозаготовках. Затем работал токарем на металлургических заводах Златоуста (1925) и Сатки (1926). С 1928 года он находился на комсомольской и партийной работе.
С сентября 1931 года служил в Красной Армии — был курсантом 3-й летной школы им. К. Е. Ворошилова в Оренбурге. Был отчислен из-за близорукости и в 1932 году и переведен на военно-политическую работу. После окончания Военно-политической академии им. Ленина (1938) работал в политических институтах Красной Армии (1938—1941).
В годы Великой Отечественной войны работал инспектором Главного политуправления Южного фронта, начальником политотдела Приморской армии. Во время обороны городов Одессы и Севастополя — руководил партийно-политической работой военных частей и соединений. 
В последнем рейсе в июне 1942 года на подлодке Л-23 из Севастополя эвакуировались руководящие работники горкома партии во главе с первым секретарем Б. А. Борисовым, контр-адмирал В. Г. Фадеев, капитан 1-го ранга А. Г. Васильев, командир 7-й бригады морской пехоты полковник Е. И. Жидилов, начальник политотдела Приморской армии бригадный комиссар Л. П. Бочаров.
С 10 июля по 8 ноября 1942 года — начальник политотдела 4-й резервной армии. С ноября 1942 по август 1943 года — начальник политотдела 1-й гвардейской армии, участник Сталинградской битвы. С августа 1943 по июнь 1946 — член военного совета 57-й армии.
После окончания войны Бочаров занимал должность председателя военного совета 9-й механизированной армии, а после окончания Академии Генерального штаба (1949) — с апреля 1950 по 1955 год был помощником командующего 4-й армией по строевой части в Северо-Кавказском и Закавказском военных округах.
Погиб в авиакатастрофе Ил-18В советских ВВС 19 октября 1964 года на горе Авала близ Белграда, СФРЮ. Похоронен в Москве на Новодевичьем кладбище.

## Награды
- Леонид Бочаров награждён орденом Ленина, четырьмя орденами Красного Знамени, орденами Кутузова 1-й (29.06.1945) и 2-й степеней, орденом Богдана Хмельницкого 2-й степени, орденом Отечественной войны 1-й степени, орденом Красной Звезды, медалями «За боевые заслуги», «За оборону Одессы», «За оборону Севастополя», «За оборону Сталинграда» «За освобождение Белграда», «За Победу над Германией», «800-летие города Москвы», а также болгарским орденом «За храбрость» 1-й степени и югославским орденом Партизанской звезды 1-й степени и болгарской медалью «Отечественная война».

## Память
- В Сатке проводится традиционный легкоатлетический пробег памяти генерал-майора Л. П. Бочарова.[3]
- Имя Бочарова носил теплоход (танкер) Новороссийского морского пароходства.[4]
- Также его имя носят улицы в Одессе и в Сатке (Челябинская область) .[5]
- На месте гибели военной делегации, в которую входил Леонид Бочаров, на горе Авала близ Белграда в Сербии, воздвигнут Памятник советским ветеранам войны.